# سزگین جوشکون
سزگین جوشکون (زاده ۲۳ اوت ۱۹۸۴)، بازیکن فوتبال اهل ترکیه است که به عنوان دفاع راست یامدافع میانی برای اسکی‌شهراسپور بازی می‌کند. 